# Alexander Iwanowitsch Petrow

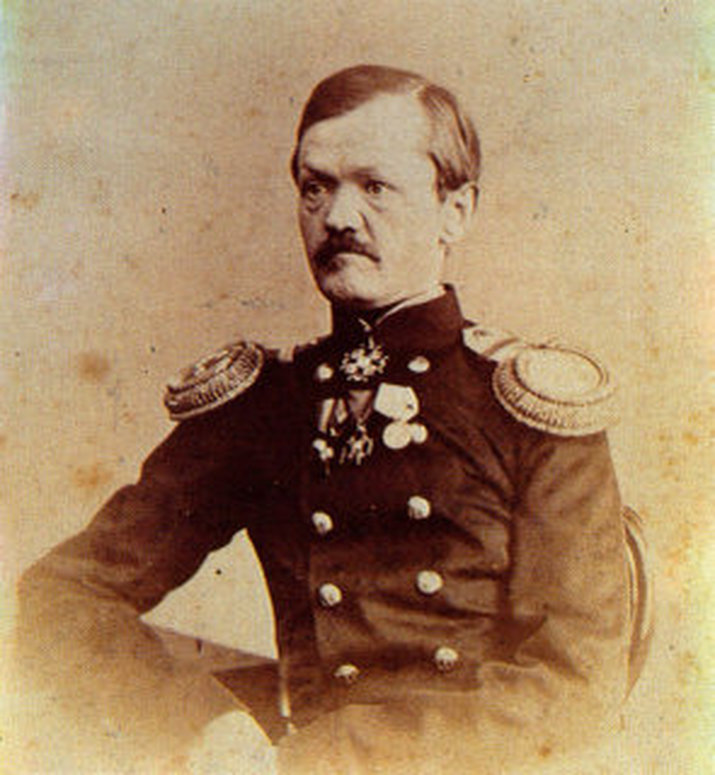
Alexander Iwanowitsch Petrow

Alexander Iwanowitsch Petrow (russisch Александр Иванович Петров; * 15. Septemberjul. / 27. September 1828greg.; † 15. Januarjul. / 27. Januar 1899greg. in St. Petersburg) war ein russischer Marineoffizier und Erforscher des Amur.

## Leben
Petrows Vater war der Stabskapitän Iwan Sergejewitsch Petrow. Die Mutter Ljubow Dementjewna spielte Klavier und beherrschte die deutsche Sprache und etwas Französisch.
Petrow begann im Mai 1838 die Steuermannsausbildung als Kadett der 1. Klasse der Steuermannhalbmannschaft (bis 1827 Steuermannschule der Marine) in Kronstadt. Im Sommer 1846 machte er sein Praktikum auf dem Lotsenschiff Neptun. Im März 1847 wurde er aus der 1. Klasse  der Steuermannhalbmannschaft als Konduktor (Oberbootsmann) in das Steuermannkorps der Marine überstellt und diente auf Schiffen auf der Ostsee. 1848 war er Telegrafist in Schloss Peterhof. 1850 wurde er zum Praporschtschik befördert.
1851 wurde Petrow als Mitschman zur Petropawlow-Flottille vor Kamtschatka geschickt. Von 1852 bis 1855 gehörte er zur Amur-Expedition Gennadi Iwanowitsch Newelskois. 1852 vermaß Petrow als Kommandeur einer Gruppe von Ruderbooten das Fahrwasser der Amurmündung und transportierte Regierungsgüter vom Petrow-Winterlager zum Nikolajewski-Militärposten, den er bis März 1853 leitete. Im Januar und Februar 1853 führte er die Expedition zur Erkundung des Gebirgspasses vom Amur zum Bidscha-Fluss und dann zum Udyl-See (bei Bogorodskoje) und zum Ui-Fluss. Er leitete den Bau von Kasernen und gründete den Mariinski-Militärposten. 1854 wurde Petrow von Nikolai Nikolajewitsch Murawjow-Amurski zum Kassenprüfer der Amur-Expedition ernannt. 1855 wurde er Kommandeur der Batterie auf dem Kap Kuegda, die dann sofort gebaut wurde.
Im Winter 1855 begann Petrow an der Steuermannsschule Mathematik, Geographie und Geschichte zu lehren. Zu seinen Schülern gehörte Stepan Ossipowitsch Makarow. Im Sommer 1857 fuhr Petrow auf dem Segel-Raddampfer Amerika unter dem Kommando Nikolai Jakowlewitsch Schkots. Im September 1857 wurde er auf Befehl des Militärgouverneurs als Kurier nach Irkutsk geschickt, wo er Jelena Nikolajewna Kastjurina heiratete. 1858 wurde er zur Baltischen Flotte versetzt. Jedoch bat er um Versetzung zurück in den Fernen Osten, so dass er aus St. Petersburg an den Amur zurückkehrte und  Inspektor der Klassen der Steuermannsschule dort wurde. In den Wintern lehrte er selbst. 1859 wurde er Leiter der Marineschulen und aus dem aktiven Dienst entlassen, um die Schifffahrt auf dem Amur und die Montage der Schiffe zu leiten. 1860 kehrte er in den aktiven Dienst zurück und kommandierte das Dampfschiff Lena auf der Fahrt von Nikolajewsk nach Blagoweschtschensk und zurück (1861–1863).
1863 erhielt Petrow wieder die Versetzung zur Baltischen Flotte, der er aber aus gesundheitlichen Gründen erst 1864 nachkam. In St. Petersburg diente er als Konteradmiral bis zu seiner Pensionierung 1886. 1876–1880 schrieb er seine Erinnerungen. Er wurde in St. Petersburg auf dem Smolensker Friedhof begraben.
Nach Petrow wurde die Petrow-Insel im nördlichen Japanischen Meer vor der Küste der Region Primorje im Laso-Naturreservat nicht weit von Wladiwostok benannt, auf der 1964 Alexei Pawlowitsch Okladnikow, Dawid Lasarewitsch Brodjanski und Anatoli Pantelejewitsch Derewjanko ein Eisenzeit-Gehöft ausgruben.